# 鼠精
鼠精，是中国传说的妖怪，记载于《云仙杂记》。
在《茅崇丘》(《太平广记》卷四百四十引）有记载鼠精作怪，后为道士所除之事。
唐人李隐《潇湘录》则记载，有群鼠精变成少年在长安搶劫杀人，某道士手持古镜照之，这群少年便丢盔弃甲而逃。

## 文学
《西游记》的地涌夫人是金鼻白毛老鼠精。

## 参看
中国妖怪列表